# Reagan Campbell-Gillard

a Compétitions nationales et continentales officielles uniquement.

b Matchs officiels uniquement.
Reagan Campbell-Gillard, né le 27 juillet 1993 à Blacktown (Australie), est un joueur australien de rugby à XIII évoluant au poste de pilier.
Élevé par une mère célibataire fidjienne en Australie, Reagan Campbell-Gillard naît et grandit en Nouvelle-Galles du Sud. Il pratique de nombreux sports durant sa jeunesse dont le football et le hockey sur gazon, mais opte pour le rugby à XIII où rapidement il est enrôlé par les Penrith Panthers. Formé dans ses équipes jeunes, il dispute la National Rugby League (« NRL ») depuis 2015. Après cinq saisons, il rejoint les Parramatta Eels et dispute notamment la finale perdue de NRL en 2022 face à son ancien club de Penrith 28-12. En 2025, il rejoint un nouveau club les Gold Coast Titans.
Parallèlement, il est convoqué en sélection. Avant même d'évoluer en NRL, les Fidji, pays d'origine de sa mère, le sélectionne pour deux rencontres en 2014. En 2017, se préparant pour disputer la Coupe du monde en 2017 avec les Fidji, il est finalement sélectionné par l'Australie et remporte le titre. En 2022, il remporte un second titre de Coupe du monde en étant titulaire en finale face aux Samoa. Au State of Origin, il ne compte que trois sélections avec la Nouvelle-Galles du Sud lors de trois éditions distinctes entre 2018 et 2023 remportant la série uniquement lors de sa première participation en 2018.

## Biographie
Il possède des origines fidjiiennes par sa mère. il est cousin d'autres joueurs de rugby à XIII à savoir Tariq Sims, Ashton Sims et Korbin Sims.

## Palmarès
- Collectif :
  - Vainqueur de la Coupe du monde : 2017 et 2021 (Australie).
  - Vainqueur du State of Origin : 2018 (Nouvelle-Galles du Sud).
  - Vainqueur du City vs Country Origin : 2016 (City).
  - Finaliste de la National Rugby League : 2022 (Parramatta).

### En sélection

#### Coupe du monde
| Édition        | Rang      | Résultats pays | Résultats Campbell-Gillard | Matchs Campbell-Gillard |
| -------------- | --------- | -------------- | -------------------------- | ----------------------- |
| Australie 2017 | Vainqueur | 6 v, 0 n, 0 d  | 5 v, 0 n, 0 d              | 5/6                     |

#### Détails en sélection
| Matchs internationaux de Reagan Campbell-Gillard | Matchs internationaux de Reagan Campbell-Gillard | Matchs internationaux de Reagan Campbell-Gillard | Matchs internationaux de Reagan Campbell-Gillard | Matchs internationaux de Reagan Campbell-Gillard | Matchs internationaux de Reagan Campbell-Gillard | Matchs internationaux de Reagan Campbell-Gillard | Matchs internationaux de Reagan Campbell-Gillard | Matchs internationaux de Reagan Campbell-Gillard | Matchs internationaux de Reagan Campbell-Gillard | Matchs internationaux de Reagan Campbell-Gillard | Matchs internationaux de Reagan Campbell-Gillard |
|                                                  | Date                                             | Adversaire                                       | Résultat                                         | Compétition                                      | Poste                                            | Points                                           | Essais                                           | Pen.                                             | Drops                                            |                                                  |                                                  |
| ------------------------------------------------ | ------------------------------------------------ | ------------------------------------------------ | ------------------------------------------------ | ------------------------------------------------ | ------------------------------------------------ | ------------------------------------------------ | ------------------------------------------------ | ------------------------------------------------ | ------------------------------------------------ | ------------------------------------------------ | ------------------------------------------------ |
| sous les couleurs des Fidji                      |                                                  |                                                  |                                                  |                                                  |                                                  |                                                  |                                                  |                                                  |                                                  |                                                  |                                                  |
| 1.                                               | 3 mai 2014                                       | Samoa                                            | 16-32                                            | Amical                                           | Remplaçant                                       | -                                                | -                                                | -                                                | -                                                |                                                  |                                                  |
| 2.                                               | 19 octobre 2014                                  | Liban                                            | 40-28                                            | Amical                                           | Pilier                                           | -                                                | -                                                | -                                                | -                                                |                                                  |                                                  |
| sous les couleurs de l'Australie                 |                                                  |                                                  |                                                  |                                                  |                                                  |                                                  |                                                  |                                                  |                                                  |                                                  |                                                  |
| 1.                                               | 3 novembre 2017                                  | France                                           | 52-6                                             | Coupe du monde                                   | Pilier                                           | -                                                | -                                                | -                                                | -                                                |                                                  |                                                  |
| 2.                                               | 11 novembre 2017                                 | Liban                                            | 34-0                                             | Coupe du monde                                   | Remplaçant                                       | -                                                | -                                                | -                                                | -                                                |                                                  |                                                  |
| 3.                                               | 17 novembre 2017                                 | Samoa                                            | 46-0                                             | Coupe du monde                                   | Remplaçant                                       | -                                                | -                                                | -                                                | -                                                |                                                  |                                                  |
| 4.                                               | 24 novembre 2017                                 | Fidji                                            | 54-6                                             | Coupe du monde                                   | Remplaçant                                       | -                                                | -                                                | -                                                | -                                                |                                                  |                                                  |
| 5.                                               | 2 décembre 2017                                  | Angleterre                                       | 6-0                                              | Coupe du monde                                   | Remplaçant                                       | -                                                | -                                                | -                                                | -                                                |                                                  |                                                  |

### Détails en club
| Saison | Saison            | Championnat | Championnat | Championnat | Championnat | Championnat | Championnat | Championnat | State of Origin | State of Origin | State of Origin | State of Origin | State of Origin | State of Origin | State of Origin | Sélection | Sélection | Sélection | Sélection | Sélection | Sélection | Sélection |
| Saison | Saison            | Comp.       | Class.      | M           | Pts         | Ess.        | Buts        | Dp.         | Ed.             | Rés.            | M               | Pts             | Ess.            | Buts            | Dp.             | Compet.   | M         | Pts       | Ess.      | Buts      | Dp.       |           |
| ------ | ----------------- | ----------- | ----------- | ----------- | ----------- | ----------- | ----------- | ----------- | --------------- | --------------- | --------------- | --------------- | --------------- | --------------- | --------------- | --------- | --------- | --------- | --------- | --------- | --------- | --------- |
| 2014   | Equipe réserve    |             |             |             |             |             |             |             |                 |                 |                 |                 |                 |                 |                 |           | 2         | -         | -         | -         | -         |           |
| 2015   | Penrith Panthers  | NRL         | 11e         | 24          | 4           | 1           | -           | -           |                 |                 |                 |                 |                 |                 |                 |           |           |           |           |           |           |           |
| 2016   | Penrith Panthers  | NRL         | 2e tour     | 20          | 8           | 2           | -           | -           |                 |                 |                 |                 |                 |                 |                 |           |           |           |           |           |           |           |
| 2017   | Penrith Panthers  | NRL         | 2e tour     | 26          | 12          | 3           | -           | -           |                 |                 |                 |                 |                 |                 |                 | CM        | 5         | -         | -         | -         | -         |           |
| 2018   | Penrith Panthers  | NRL         | 2e tour     | 21          | 8           | 2           | -           | -           | 2018            | Vainqueur       | 1               | -               | -               | -               | -               |           |           |           |           |           |           |           |
| 2019   | Penrith Panthers  | NRL         | 10e         | 23          | 4           | 1           | -           | -           |                 |                 |                 |                 |                 |                 |                 |           |           |           |           |           |           |           |
| 2020   | Parramatta Eels   | NRL         | 2e tour     | 21          | 4           | 1           | -           | -           |                 |                 |                 |                 |                 |                 |                 |           |           |           |           |           |           |           |
| 2021   | Parramatta Eels   | NRL         | 2e tour     | 20          | 16          | 4           | -           | -           |                 |                 |                 |                 |                 |                 |                 |           |           |           |           |           |           |           |
| 2022   | Parramatta Eels   | NRL         | Finaliste   | 28          | 12          | 3           | -           | -           | 2022            | Perdant         | 1               | -               | -               | -               | -               | CM        | 4         | -         | -         | -         | -         |           |
| 2023   | Parramatta Eels   | NRL         | 10e         | 14          | 12          | 3           | -           | -           | 2023            | Perdant         | 1               | -               | -               | -               | -               |           |           |           |           |           |           |           |
| 2024   | Parramatta Eels   | NRL         | 15e         | 24          | 10          | 2           | 1           | -           |                 |                 |                 |                 |                 |                 |                 |           |           |           |           |           |           |           |
| 2025   | Gold Coast Titans | NRL         |             | 4           | -           | -           | -           | -           |                 |                 |                 |                 |                 |                 |                 |           |           |           |           |           |           |           |